# اندرزاغر
اندرزاغَر (به پارسی میانه Andarzaghar) فرمانده ساسانی بود که در حمله اعراب به ایران در برابر مسلمانان جنگید. او در آغاز وظیفه نگهداری از مرزهای خراسان را داشت، اما شاه ساسانی به او دستور داد از مرزهای غربی در برابر اعراب که در حال یورش به ایران بودند دفاع کند. در سال۶۳۳م.(۱۲ ه.ق.)، او به همراه بهمن جادویه با لشکری که از ایرانیان و اعراب مسیحی تشکیل شده بود، ضد حمله‌ای را در برابر خالد بن ولید در ولجه ترتیب دادند، اما شکست خوردند. آنگاه اندرزاغر گریخت، و در بیابان بر اثر تشنگی درگذشت.اندرزاغر زاده مداین بود اما بزرگ شده آنجا نبود.